# シンガポールの医療
シンガポールの医療（シンガポールのいりょう、英: Healthcare in Singapore, Singapore healthcare system）またはシンガポールの医療制度は、シンガポール政府の保健省によって監督されている。これは主に、政府が運営する公的資金による国民皆保険システムで構成されており、Medisave、Medishield Life、Medifundなどのスキームを通じて提供され、重要な民間医療セクターも含まれている。さらに、医療費の資金調達は、政府の直接補助金、強制的な包括的貯蓄、国民健康保険、および費用分担を組み合わせて行われる。シンガポールの医療制度は広範囲かつ効率的であり、WHOによる2000年調査で世界6位と評された。
シンガポールはユニバーサルヘルスケア制度を採用しており、公的医療制度への加入を強制され、強制医療貯蓄・補助金・価格統制などが法で定められている。また民間医療機関セクターが非常に成長しており、国家レベルで医療観光を推進し、民間保険加入者・外国人患者に対し、公的制度以上の自己負担サービスを受けたい患者が医療を受けている。
シンガポールの医療制度について、ブルームバーグは効率性が香港に次いで世界2位と評価、またグローバルコンサルティングファームのワトソンワイアットは「効率的な原資調達と、市民の健康状態の両面で、世界で最も成功した医療制度のひとつである」と評している。

## 保健状態
シンガポールの医療制度は評価が高く、10の公立病院、13の民間病院、いくつかの専門診療所からなり、さまざまな専門性・患者のニーズ・コストに応じて多様に存在する。患者は公営・民営の医療機関から任意に選択することができ、民営もしくは公営ポリクリニックであれば予約なしに受診可能である。救急医療は、公営病院の事故救急部門に24時間受診可能である。
WHOによると、シンガポールはアイスランドと並んで世界で最も乳児死亡率が低い国であり、また出生からの平均寿命が最も高い国のひとつである。
国連はシンガポールの人口は2055年より減少に入ると予想しており、2000年に高齢化社会（高齢化率20.5%）、2025年までに高齢社会（30.3%）に突入するとされる。そのため政府は少子高齢化の取り組みを進めようとしている。
シンガポールの医療機関は世界で最も良好であり、11,500施設以上が存在し、優秀な医師や歯科医が多数存在し、多くは海外で教育を受けている。

## 医療制度
シンガポールには賦課方式の保険制度は存在しない。その代わり、人的資源省が所管する中央積立基金（Central Provident Fund, CPF）と呼ばれる個人単位の積立保険制度が存在し、国民及び永住権取得者は強制保険となり、雇用主と雇用者が共同で拠出する。CPFの保険料は、50歳以下の月収1500SGD以上の雇用者の場合では雇用主が給与の16%、雇用者が給与の20%となる。
このCPFには国民健康保険として機能する医療貯蓄口座（Medical savings account）があり、Medisaveと呼ばれる。これは給与天引きによる法的強制貯蓄と、政府補助金の組み合わせで運営されている。
Medisaveはそれぞれの市民個別の口座に医療貯蓄を積み立てる方式の制度であり、この貯蓄は家族全体で共有して利用できる。ほとんどの市民はMedisave制度に多額の医療貯蓄を貯めており、4%の利息が付く。利用のなかった貯蓄については55歳以降に最低残高を残して引き出すことができるため、本人の老後の蓄えとなり、また本人死去後には残高貯蓄は遺産相続される。Medisaveの給付は、入院治療および特定外来診療（慢性疾患、予防接種、CT、MRI、透析など）に限られ、一般的な外来診療や処方箋には給付されない。制度からの給付を受ける際は、病院に国民登録番号（NRIC）を提示する必要がある。
またMediShieldと呼ばれる補足的医療保険制度もあり、こちらは任意加入である。MediShieldの給付は、MediSaveの対象とならない長期入院治療と特定外来診療に限られ、一般的な外来診療は同様に対象外である。またMediShieldの代替となる民間保険も認可されている。
シンガポール医療制度の基本政策は、無料の医療サービスを設けないことであり、それはどのような公的負担レベルの者であろうと、公的医療であろうと同じである。これはユニバーサルヘルスケアにおいて全額公的負担とした国に多く見られる過剰医療を防ぐことを目的としている。シンガポール人のおおよそ70 - 80%は、医療の受給は公的制度からである。政府の医療費支出はGDPの3 - 4%と非常に低い。
自己負担額は、サービスや公的補助レベルによって非常に多様である。患者が入院治療を受ける場合には、患者は数種類のグレードの中から、保険給付／自己負担のレベルを選択することができる。最も高いレベルを選んだ場合、自己負担額はたいてい少額だが、そのコストは患者と家族らの口座に今後加算される。最も低いレベルを選んだ場合、補助は一切受けられないが、患者は公的病院であろうとプライベート診療（自由診療）を受けることができる。
公費負担医療はMedifundと呼ばれ、これはMedisave、Medishield未加入者、および無残高者を対象としている。これは基金運用益を元に医療費補助金を給付する制度であり、給付を受けられるかは審査結果によりけりである。

## 介護
ElderShieldと呼ばれる介護保険制度が2002年に創設され、40歳以上の国民及び永住権保有者は強制加入となる。そちらに追加で任意加入となるElderShield Supplimentsと呼ばれる制度も用意されている。